# Grupo Radio Centro
Grupo Radio Centro, también conocido como GRC, es un grupo privado de radiodifusión mexicano propietario de varias estaciones en la Ciudad de México, Guadalajara y Monterrey; además de que opera varias estaciones en Ciudad Juárez y Los Mochis. También fue responsable de la Cadena OIR (Organización Impulsora de Radio), con una red de emisoras afiliadas en toda la República Mexicana hasta mayo de 2020.

## Historia de GRC
Los orígenes de Grupo Radio Centro en la radiodifusión mexicana se remontan a 1946, y fue su fundador Francisco Aguirre Jiménez. En aquel entonces, se le conocía como Cadena Radio Continental, y sólo operaba la frecuencia del 1030 AM. Sólo seis años después, el empresario fundó Organización Radio Centro en 1952, como único concesionario de dos estaciones de radio: Radio Centro y Radio Éxitos, y sus oficinas se instalaron en la calle Artículo 123 número 90, en el centro histórico de la Ciudad de México.
La organización se proyecta en pleno crecimiento y en 1965 se funda Organización Impulsora de Radio (OIR), como representante de ventas a nivel nacional de estaciones afiliadas en el interior del país, la cual abre sus oficinas en la calle de Nuevo León n.º 65, en la colonia Condesa.
Para 1966, conformaban el grupo cinco estaciones de AM las cuales en ese entonces eran: Radio Éxitos, Radio Centro, Radio Variedades, Radio AI y Radio LZ.
Poco después, con la instalación de tres nuevas estaciones de FM en 1973, las cuales fueron nombradas Radio Joya, Radio Hits y Radio Universal, el ya denominado Grupo Radio Centro es el segundo medio en instalar su torre de transmisiones FM en el cerro del Chiquihuite, al norte de la ciudad.
En sucesión de Francisco Aguirre Jiménez, quien fallece en 1979, María Esther Gómez de Aguirre asume la Presidencia del Consejo de Administración en ese año.
Así, en 1983, Grupo Radio Centro inicia sus transmisiones al extranjero. Tres años después se crea Cadena Radio Centro (CRC), para proveer programación y representación de ventas a las estaciones de radio afiliadas, dando servicio a la población de habla hispana en los Estados Unidos. Por ese tiempo GRC adquiere la emisora del 1560 de AM a la que renombra como Radio Consentida.
En 1988, desaparece Radio Hits y es sustituido por el formato 97 7, con música juvenil en español e inglés. Ese mismo año Radio Éxitos cambia su formato a Expresión 790, con programación hablada; la cual 2 años después cambia a El Fonógrafo.
En 1993, GRC se convierte en operadora de la estación en ese entonces llamada Crystal Radio, la cual es propiedad concesionada de Grupo Siete y le cede la operación de la emisora Radio Éxitos 1440 a Grupo Siete tres años después. Posteriormente, GRC renombra a Crystal Radio como Sonido Z y después La Z.
Sus emisoras Radio Joya y Radio Universal son renombradas Stereo Joya y Universal Stereo, respectivamente.
En 1994, se vende CRC y se realiza una inversión en Heftel Broadcasting (hoy Univision Radio). Un año más tarde, GRC vende su inversión en Heftel y adquiere el 33% de Radiodifusión Red, misma que se consolida al 100%; con esto adquiere 3 nuevas emisoras: Radio Red, Radio Red FM y Alfa Radio. También efectúa su segunda oferta pública en la BMV y el NYSE.
En 1993, se efectúa una oferta pública inicial de acciones del Grupo en México (BMV), simultáneamente en Nueva York (NYSE). En marzo de 1994, las oficinas generales del Grupo se mudan al nuevo edificio de su propiedad en Constituyentes, el llamado Trébol Radio Centro. Se incluye dentro de las instalaciones una red de telefonía y computación, así como un equipamiento radiofónico digital.
Las ventas y márgenes de utilidad de GRC reportan un importante crecimiento hacia 1997, derivado de la publicidad de partidos políticos y AFORES. Esta tendencia al alza tuvo otro incremento notorio en 2000, al superar márgenes de utilidad debido a la gran participación de los partidos políticos en la compra de tiempo aire.
En 1998, se firma el contrato de servicios de producción del noticiario Monitor con José Gutiérrez Vivó, Infored y el Grupo Radio Centro, producto de la adquisición de las estaciones de Radio Red en 1995. Con esto GRC le vende a Infored las frecuencias del 1320 y 1560 de AM. En 2002, el periodista interpone una demanda millonaria a Grupo Radio Centro por supuesto incumplimiento de contrato y reclama su derecho de propiedad intelectual sobre Monitor y otras marcas registradas por el periodista, dicha demanda es ganada por Infored en 2004 y GRC saca del aire el noticiero Monitor de Radio Red, el cual termina saliendo del aire en 2008 debido a falta de solvencia en parte provocada porque GRC no pagó la demanda de Gutiérrez Vivó e Infored.
En 2001, GRC adquiere la emisora XEN-AM 690 kHz Ondas del Lago y la renombra como La 69, con un perfil noticioso.
En 2002, se reequipan las instalaciones GRC Chiquihuite para las transmisión en sistema digital, y se realizan las primeras pruebas en la estación Alfa Radio 91.3 con los sistemas IBOC y Eureka. También en este año, GRC es la primera empresa latinoamericana de medios de comunicación en colocar acciones en la bolsa de Nueva York, la sexta empresa mexicana (de todos los sectores) y la única empresa latinoamericana de radio en cotizar sus acciones en el NYSE. El símbolo de Grupo Radio Centro en el New York Stock Exchange fue RC y en la Bolsa Mexicana de Valores es RCENTRO-A.
En 2007, se separan los consejos de administración de Maxcom (empresa de telefonía fija que se había adquirido desde 1996) y Radio Centro, para operar como compañías independientes. La presidencia ejecutiva de Grupo Radio Centro queda a cargo de Francisco Aguirre Gómez y Maxcom queda a cargo de Adrián Aguirre Gómez.
En 2008, fallece en la Ciudad de México María Esther Gómez de Aguirre y al frente de la presidencia del Consejo de Administración queda Francisco Aguirre Gómez. La dirección general de GRC continuó a cargo de Carlos Aguirre Gómez hasta el 23 de diciembre de 2013, cuando Francisco Aguirre también toma ese puesto.
En 2009, Grupo Radio Centro adquiere el 49% de una emisora en los Estados Unidos consolidándose como una organización de importante proyección internacional con la inauguración de la emisora en Burbank, California, KXOS Radio Centro 93.9 FM transmite música regional mexicana desde 2014 y remplaza a Éxitos 93.9 que transmitió desde 2009 a 2013. En 2019, GRC vende dicha emisora debido a su situación económica.
En noviembre de 2010, la SCT autorizó que la empresa reubicara las plantas transmisoras FM ubicadas en el cerro del Chiquihuite.[cita requerida]
En enero de 2013, la empresa dejó de cotizar en el NYSE.
En enero de 2015, Grupo Radio Centro añadió una función adicional en la parte digital, principalmente para dispositivos móviles; se trata de la "APP Radio Centro", servicio de streaming gratuito de la empresa que hasta la fecha permite a radio escuchas sintonizar sus estaciones favoritas del grupo a través de los modelos más modernos de celulares y tabletas; con este servicio GRC mostró su compromiso de estar actualizado a las tecnologías del futuro y señalarlas como un complemento ideal al extender las emisoras, principalmente las de CDMX, a toda la república mexicana y continuar siendo Máxima Audiencia en Medios. 
El 11 de marzo de 2015, en un comunicado del Instituto Federal de Telecomunicaciones, ganó la licitación para poder transformarse en una nueva cadena de televisión abierta digital, sin embargo, dado que no efectuó el pago que ofreció, el 10 de abril la licitación de la empresa fue cancelada.
En 2017, como parte de la licitación IFT-6, Grupo Radio Centro obtuvo una nueva frecuencia de televisión en la Ciudad de México y la Zona Metropolitana del Valle de México. También en 2017, fueron sacadas del aire las emisoras XERC 790, XEQR 1030 y XEJP 1150, y se mezclaron los conceptos de El Fonógrafo y Radio Centro en XEN-AM y Radio Red y Formato 21 en XERED-AM, a partir de ahí surguieron sospechas de problemas económicos de la empresa. El 27 de noviembre de ese año ocurre un incendio en el edificio de la empresa el cual afectó la señal de todas sus estaciones en la Ciudad de México y obligó a su traslado a una sede alterna hasta mediados de 2018.
La noche del 13 de enero de 2019, fue un momento significativo para Grupo Radio Centro; terminó las transmisiones de "97 7" y "Formato 21", dos marcas que por años dejaron una huella importante en el cuadrante radiofónico. Para el 14 de enero de ese año, le dió la bienvenida a "Radio Centro Noticas" en XERC-FM, como el nuevo sello informativo principal de la empresa; ese mismo día "Radio Red" de AM recuperó su transmisión las 24 horas en XERED-AM con su servicio de La Red y "Radio Red" de FM cambio su nombre a "Red FM", transmitiendo música de actualidad en ingles y español a través de XHFO-FM.
La noche del 18 de enero de 2019, tras 73 años sin interrupciones, la señal de XERED-AM fue apagada para una reubicación del transmisor según Jesús Martín Mendoza en su noticiero La Red de Radio Red de la Tarde y que tendría una duración de 3 a 4 meses; sin embargo, la instalación a una nueva zona duró más tiempo del que había comentado el presentador, pues la estación no regresaría a transmitir hasta 3 años después (2022); la marca "Radio Red" se vio afectada con este procedimiento, al grado de continuar su transmisión vía internet y al pasar 7 meses del apagado del transmisor de XERED-AM, aún sin una fecha de reanudación, "Radio Red" se vio obligado a salir del aire y ceder su producciones a "Radio Centro 1030", que también estaba por internet únicamente pero con más probabilidades de regresar a XEQR-AM  en 2020.
El 31 de julio de 2019, luego de 26 años, terminó el convenio con Grupo Siete para la operación de XHFO-FM; lo que también significó el final de "RED FM" y dejando a GRC sin un sello dedicado solamente a lo más reciente de música. En agosto de 2019, cede su estación XEEST-AM a Grupo Siete.
El 31 de octubre de 2019, "Radio Centro Noticias" se transformó en "La Octava" y se cambió a la estación XHRED-FM; ese mismo día empezó a ser utilizada también como sello de televisión con la inauguración de XHFAMX-TDT; Grupo Radio Centro   presentó a "La Octava" como la plataforma informativa más completa de radio, televisión e internet. Con el lanzamiento de "La Octava", la estación de los clásicos en ingles, "Universal", se traslado a XERC-FM.
El 11 de abril de 2020, tras casi 3 años de ausencia, regresó al aire XEQR-AM con la marca "Radio Centro 1030"; lamentablemente este retorno duró solamente 1 mes, pues el 15 de mayo, se anunció el fin del gran sello radiofónico cerrando su ciclo ese mismo día; una decisión que impacto tanto al público de "Radio Centro 1030" como a los más de 100 trabajadores de la marca, los cuales fueron despedidos vía telefónica y sin liquidación; GRC estuvo a la defensiva, explicando que la situación mundial del COVID-19 fue la causante de la decisión, con el fin de evitar contagios y pérdida de vidas; pero meses y años después, algunos ex trabajadores desmintieron ese dicho comentando a través de redes sociales lo que sospechaba desde 2017 respecto a las malas decisiones económicas que tomó la empresa, principalmente entre 2014 y 2015 cuando GRC intentó incursionar en la Televisión Abierta Mexicana la primera vez, provocando aprietos que poco a poco fueron afectando a diferentes partes del grupo. Las finanzas negativas de Grupo Radio Centro también afectaron a los accionistas de la empresa, pues el 12 de mayo de ese año, era la fecha límite para el pago de 100 Millones en Pesos a todos los capitalistas y no se cumplió; dos días después, el 14 de mayo, el grupo radiofónico logró acordar con sus accionistas una prórroga de 30 días para negociar la deuda y para el siguiente día hizo público un acuerdo con MVS Comunicaciones para que este adquiriera XERC-FM de la Ciudad de México, por lo que el 1 de junio de 2020, la estación pasó a manos de MVS Radio y en ella lanzó el sello «La Mejor FM», desplazando a «Universal», el cual a partir de ese mismo día regresó a XHRED-FM combinándose con los noticieros de "La Octava".
El 9 de septiembre de 2021, el Instituto Federal de Telecomunicaciones autorizó a GRC a reubicar XERED-AM al sitio transmisor de XEMP-AM y XEQK-AM, propiedad del Instituto Mexicano de la Radio. 
En junio de 2022, XERED-AM volvió al aire de forma intermitente después de una ausencia de 41 meses, transmitiendo la programación de Universal Stereo Online como señal de prueba. Ese mismo mes y año, XEQR-AM dejó de ser repetidora de "Radio Centro y El Fonografo" luego de 2 años para convertirse en "Radio Centro Deportes".
En julio de 2022, XERED-AM reanudó formalmente la transmisión como espejo de XHRED-FM "Universal" y "La Octava", aunque la publicidad de FM fue reemplazada en AM por anuncios de servicio público e intersticiales culturales similares a los transmitidos anteriormente en "Radio Red". Para noviembre del mismo año, XHRED-FM volvió a identificarse solamente como "Universal" pero sin dejar de dar espacio a los noticieros. "La Octava" continúa trabajando hasta la fecha, siendo sus redes sociales y página web sus únicos espacios propios. 
En agosto de 2023, se retomó "Radio Centro 1030" en XEQR-AM con música del recuerdo en español de los años 40 a los 70, recuperando el formato que tenía "El Fonógrafo" cuando inició en 1990; también incluyó en su parrilla el programa Buenos días, proyecto del fallecido Héctor Martínez Serrano. Ese mismo mes y año, "El Fonógrafo" recuperó su transmisión las 24 horas y permaneciendo en XEN-AM, transmitiendo desde 2020 música del recuerdo en español de los años 60 a los 2000. También en esa época, "Universal" dio fin a su transmisión simultánea con XERED-AM para dar el paso a "Radio Centro Noticias y Deportes", pero 1 mes después (septiembre), regresó "Radio Red" luego de 4 años de ausencia, como respaldo de las producciones de "La Octava" y "Radio Centro Deportes".
En abril de 2025, se dio a conocer que GRC vendió y desocupó sus instalaciones originales ubicadas en Artículo 123 #90, luego de casi 80 años.
En mayo de 2025, se dio a conocer que GRC termina un acuerdo comercial de arrendamiento con Grupo Radiorama y la desincorporación de la estación XHMF-FM 104.5 MHz de la ciudad de Monterrey, Nuevo León.

## Otras empresas de GRC
En su historia, GRC ha incursionado en diversas actividades, en complemento a su operación en la industria de la radio. En 1968, Francisco Aguirre Jiménez recibe la concesión de XHDF-TV, Canal 13 de la Ciudad de México, y designa a su hijo Francisco Aguirre Gómez como director. Cuatro años más tarde, Canal 13 es absorbido por el gobierno federal, a través de Banca Somex.
En 1996, GRC invierte en la creación de Amaritel (hoy MAXCOM) con una concesión nacional para ofrecer el servicio de telefonía local alámbrica.
Una intensa actividad repunta en 2001, cuando como GRC busca participar en Internet y otros medios de comunicación. Así, adquirió “To2”, un portal de Internet, el cual desapareció en 2004, y Palco Deportivo, una compañía proveedora de contenido especializado en deportes para radio, televisión, diversos medios impresos y su propio portal de Internet, el cual duraría en la empresa hasta 2014, tras la salida de la misma del creador de dicho concepto, el periodista deportivo Alfredo Domínguez Muro.

## Estaciones y Marcas en vigencia

### Ciudad de México
- El Fonógrafo XEN-AM 690 kHz / 91.3 HD2

Música en español de los años 60 a los 2000.
- Radio Centro XEQR-AM 1030 kHz / 107.3 HD2

Presenta el programa matutino hablado "Buenos Días" y música en español de los años 40 a los 70.
- Radio Red XERED-AM 1110 kHz / 88.1 HD2

Espacio para tres noticieros que se transmiten de lunes a viernes, programas y eventos deportivos, y rock clásico en inglés de los años 70, 80 y 90.
- Universal XHRED-FM 88.1 MHz / 88.1 HD1

Música en inglés de los años 60 a los 2010 y cede su tiempo a tres noticieros que se transmiten de lunes a viernes. Anteriormente era conocida con los nombres de Radio Universal y Universal Stereo.
- Alfa XHFAJ-FM 91.3 MHz / 91.3 HD1

Música de los años 90 a la actualidad en inglés. Anteriormente era conocida con el nombre de Alfa Radio.
- Joya XEJP-FM 93.7 MHz / 93.7 HD1

Música en español de los años 80 a la actualidad. Anteriormente era conocida con los nombres de Radio Joya y Stereo Joya.
- La Z XEQR-FM 107.3 MHz / 107.3 HD1

Música regional mexicana: norteña, grupera, duranguense, banda, mariachi, cumbia y salsa. Anteriormente era conocida con el nombre de Sonido Z.

### Guadalajara, Jalisco
- Universal XEDKR-AM 700 kHz (repetidora de XHRED-FM)

### Monterrey, Nuevo León
- La H XEH-AM 1420 kHz
- Universal XESTN-AM 1540 kHz (repetidora de XHRED-FM)
- Banda 93.3 XHQQ-FM 93.3 MHz

### Oaxaca, Oaxaca
- La Z XHKC-FM 100.9 MHz / XEKC-AM 1460 kHz

### Estaciones afiliadas

#### Atotonilco El Alto, Jalisco
- La Z XHHE-FM 105.5 MHz (Perteneciente a Miguel Ochoa Beltrán)

#### Ciudad Juárez, Chihuahua
- La J Mexicana XEJ-AM 970 kHz (concesión pertenece a Grupo Radiorama)
- La Z XHEM-FM 103.5 MHz / XEJCC-AM 720 kHz (concesión pertenece a Grupo Radiorama)
- Hit FM XHTO-FM 104.3 MHz (concesión pertenece a Grupo Radiorama)

#### Ixtapa-Zihuatanejo, Guerrero
- Radio Variedades XHUQ-FM 101.9 MHz (Perteneciente a Grupo Alfa Comunicaciones)

#### Lázaro Cárdenas, Michoacán
- Radio Centro Nueve87 XHEOJ-FM 98.7 MHz (Perteneciente a Sucesión de Francisco Bautista Valencia)

#### Los Mochis, Sinaloa
- La Rancherita XHECU-FM 91.7 MHz
- La Z XHCW-FM 96.5 MHz
- Planeta 99.7 XHORF-FM 99.7 MHz
- Radio Variedades XHPNK-FM 103.5 MHz

#### Morelia, Michoacán
- La Z XHCR-FM 96.3 MHz / XECR-AM 1340 kHz (Perteneciente a Grupo TRENU)

### Fuera del Aire
- XEMN-AM 600 kHz - Monterrey, Nuevo León
- XERC-AM 790 kHz - Ciudad de México
- XHKF-FM 90.5 MHz - Iguala, Guerrero
- XEAA-AM 1340 kHz - Mexicali, Baja California

### Grupo Radio México
Grupo Radio México es una empresa Radiofónica fundada por Francisco Aguirre Gómez en 1973 en Monterrey, Nuevo León; denominada entonces Radio Centro Monterrey. Desde 2010, Grupo Radio México cuenta con 39 emisoras en 10 estados a lo largo del país, todas importantes plazas de mercado y líderes en audiencia. Distinguida por su calidad y sobresaliente plantilla de locutores y comentaristas, es una empresa de éxito que transmite en importantes ciudades de la República Mexicana (excepto el Valle de México), la cual mantiene hermandad con Grupo Radio Centro.

### Sistema OIR
Organización Impulsora de Radio (OIR) es una empresa de Grupo Radio Centro, con cobertura nacional, que cuenta con más de 130 radiodifusoras afiliadas distribuidas en más de 70 ciudades de la República Mexicana.
OIR transmite a través del satélite Satmex 5, donde se alojan canales correspondientes para las señales de las siguientes estaciones: Cadena Nacional OIR, Alfa, Universal, Joya, La Z, y El Fonógrafo. La señal es en Banda C.

## Estaciones anteriores
- XHPSFC-FM 94.1 MHz - Campeche
- XHCCQ-FM 91.5 MHz / XECCQ-AM 630 kHz - Cancún (Pertenece a Grupo Radiorama, operada de 2009 a 2022)
- XHPBCQ-FM 94.9 MHz - Cancún
- XEJP-AM 1150 kHz - Ciudad de México
- XENET-AM 1320 kHz - Ciudad de México (fuera del aire desde 2008, concesión vencida en 2016)
- XEEST-AM 1440 kHz - Ciudad de México
- XEINFO-AM 1560 kHz - Ciudad de México (Migró a XHINFO-FM 105.3 MHz)
- XHFO-FM 92.1 MHz - Ciudad de México (Pertenece a Grupo Siete, operada de 1993 a 2019)
- XERC-FM 97.7 MHz - Ciudad de México
- XHEPR-FM 99.1 MHz - (Pertenece a Grupo Radiorama, operada de 2021 a 2022)
- XHIM-FM 105.1 MHz - Ciudad Juárez (Pertenece a Grupo Radiorama, operada de 2010 a 2018)
- XHNZ-FM 107.5 MHz - Ciudad Juárez (Pertenece a Grupo Radiorama, operada de 2010 a 2015)
- XEPZ-AM 1190 kHz - Ciudad Juárez (Pertenece a Grupo Radiorama, operada de 2010 a 2020)
- XHDK-FM 94.7 MHz - Guadalajara (Pertenece a Grupo Radiorama, operada de 2002 a 2020)
- XHKB-FM 99.9 MHz - Guadalajara
- XEUNO-AM 1120 kHz - Guadalajara
- XHVOZ-FM 107.5 MHz - Guadalajara
- XEFB-AM 630 kHz - Monterrey
- XHSP-FM 99.7 MHz - Monterrey
- XHMF-FM 104.5 MHz - Monterrey (Pertenece a Grupo Radiorama, operada de 1999 a 2025)
- XHRPO-FM 97.7 MHz - Oaxaca de Juárez
- XHUF-FM 100.5 MHz / XEUF-AM 610 kHz - Uruapan
- XHXV-FM 88.9 MHz / XEXV-AM 1300 kHz - León
- XHRPU-FM 102.9 MHz / XERPU-AM 1370 kHz - Victoria de Durango
- XHRRF-FM 88.5 MHz - Mérida
- XHYK-FM 101.5 MHz - Mérida
- XHRTM-FM 99.5 MHz / XERTM-AM 1150 kHz - Macuspana (Sigue Perteneciendo como Grupo Cantón)
- XHTAK-FM 103.5 MHz - Tapachula (Sigue Perteneciendo con Radio Resultados y Grupo Radio Comunicación de Chiapas)
- XEAZ-AM 1270 kHz - Tijuana
- XHETB-FM 89.1 MHz / XETB-AM 1350 kHz - Torreón
- XHWN-FM 93.9 MHz - Torreón
- XHETOR-FM 99.9 MHz - Torreón
- XHRCA-FM 102.7 MHz / XERCA-AM 920 kHz - Torreón
- XHLZ-FM 103.5 MHz / XELZ-AM 710 kHz - Torreón (Perteneció a Grupo Radiorama, operada de 1994 a 2000, actualmente pertenece a Capital Media)
- KXOS-FM 93.9 MHz - Los Ángeles

## Marcas desaparecidas

### Radio Hits / Hits FM
Música en inglés en frecuencia modulada que emulaba a Radio Éxitos. Transmitido de 1974 a 1988 en 97.7 MHz.

### Radio Sensación
Música romántica y pop en español, transmitido de 1974 a 1993 en 1320 kHz.

### Radio Éxitos
Música en inglés, transmitido entre 1952 y 1988 en XERC-AM 790 kHz, donde inició sus transmisiones el programa "El club de Los Beatles". En 1993, el formato fue revivido en la emisora 1440 kHz donde permaneció solo unos meses, ya que ese mismo año GRC cedió la operación de la frecuencia a Grupo Siete por los siguientes 26 años, para finalmente vendersela en el año 2019.

### Radio AI
Marca dedicada a la música tropical, transmitido entre 1958 y 1974 en 1320 kHz, y entre 1974 y 1982 en 1440 kHz. Tras su desaparición, la marca fue vendida a Radio Fórmula quien la utilizaría en sus propias emisoras hasta el año 2000.

### Radio Variedades
Proyecto que transmitía música en español de diversos géneros. Inició su emisión el 5 de septiembre de 1955 en XEJP-AM 1150 kHz. Para la década de 1990 transmitía primordialmente música regional mexicana. En febrero de 1997, el formato cambió de frecuencia al 1320 kHz, junto con el indicativo nominal XEJP. El 4 de noviembre de 2000, Radio Variedades terminó sus emisiones luego de que la frecuencia 1320 fuera adquirida por Infored.

### Radio LZ / Radio Consentida
Música ranchera mexicana, transmitido entre 1961 y 1974 en 1440 kHz con el nombre de Radio LZ. Luego de que en 1981 GRC adquiriera la frecuencia 1560 kHz, el formato ranchero fue relanzado en dicha frecuencia como Radio Consentida hasta el 4 de noviembre de 2000, cuando la frecuencia fue adquirida por Infored.

### Estudiantes AM / Radio Alegría
Música de actualidad juvenil en español, transmitido de 1982 a 1986 como Estudiantes AM y de 1986 a 1993 como Radio Alegría en 1440 kHz.

### Expresión
Noticieros y programas hablados, transmitido de 1988 a 1990 en 790 kHz. Conservó en su programación "El club de Los Beatles" heredado de Radio Éxitos.

### Radio Centro 1030 (formato hablado)
Surgido a partir de 1996 en la estación matriz del grupo, 1030 kHz; que previamente había sido una emisora primordialmente musical. Transmitía programas enfocados al desarrollo humano y la motivación. Cesó sus transmisiones vía radio abierta el 13 de mayo de 2017 aunque continuó vía Internet hasta el 15 de mayo de 2020.

### La 69
Sello de perfil noticioso en la que resaltaban los programas "¿Y usted que opina?" de Nino Canún y "De Una a Tres" con Jacobo Zabludovsky. Entro al aire el 20 de agosto de 2001, tras la adquisición de la emisora 690 kHz; y finalizó sus transmisiones el 13 de mayo de 2017. Considerado hasta el momento uno de los peores proyectos de Grupo Radio Centro al sólo transmitir el resto del día repeticiones del noticiero "De Una a Tres".

### Stereo 97 7 / 97 7 / Radio Centro 97 7
Música de actualidad en español e inglés, lanzado el 8 de agosto de 1988 en 97.7 MHz y siendo por años la emisora insignia de GRC por sus altos índices de audiencia. El 7 de noviembre de 2016, se transformó en Radio Centro 97 7 continuando el mismo perfil. Finalizó el 13 de enero de 2019, después de 30 años al aire.

### Formato 21
Noticias en vivo las 24 horas del día mediante cápsulas de 21 minutos. Inició el 17 de mayo de 1993 en 1320 kHz. En febrero de 1997 se movió a 1150 kHz, el 22 de octubre de 2001 a 790 kHz y el 14 de mayo de 2017 a 1110 kHz (combinándose con "La Red de Radio Red"). El 13 de enero de 2019 fue el último día de transmisiones de Formato 21, cerrando un ciclo de 25 años.

### Antigua Radio Red
Emisora noticiosa y hablada surgida en 1974, siendo parte en ese momento de Radio Programas de México y que GRC adquirió en 1995 conservando el nombre y la programación de ese entonces, ubicada en 1110 kHz. Para el 14 de mayo de 2017, Radio Red, a través de las diferentes emisiones de "La Red de Radio Red", empezó a compartir la señal con el proyecto de Formato 21 hasta el 14 de enero de 2019 cuando Radio Red recuperó su programación las 24 horas del día; pero sólo 4 días después, el 18 de enero del mismo año, cesó sus transmisiones por radio y continuó trabajando vía Internet hasta el 8 de agosto también de ese año.

### Radio Red FM / Red FM
Proyecto que pertenecía a Radio Programas de México con el nombre de Radio VIP hasta enero de 1995 cuando GRC lo adquirió y lo renombró Radio Red FM; con una programación que estaba conformada por los noticieros de Radio Red AM y música en inglés del formato adulto contemporáneo. De enero de 1995 al 15 de mayo de 2016 se transmitió en 88.1 MHz; y a partir del 16 de mayo de 2016 empezó a emitirse en 92.1 MHz. El 14 de mayo de 2017, dejó a un lado la música y empezó a emitir programación hablada junto con los noticieros. El 14 de enero de 2019, cambió toda su programación por música de actualidad en inglés y español bajo el nombre de Red FM (Igual a la que había transmitido por 30 años  97 7), hasta el 31 de julio del mismo año cuando término el contrato de operación del 92.1 de Grupo Siete por parte de GRC.

## Servicios Digitales

### Radio Centro Noticias / La Octava
Iniciado como una marca radiofónica que al principio contenía programación hablada y noticiosa; posteriormente se le añadió música en inglés de los años 60 a los y 2000. Comenzó sus transmisiones como Radio Centro Noticias el 14 de enero de 2019 en 97.7 MHz y más adelante, el 31 de octubre del mismo año, hizo el cambio a 88.1 MHz y reenombrandose La Octava. El 31 de mayo de 2020 finalizó sus transmisiones, pero el proyecto continúa como servicio digital, produciendo "La Octava Noticias" para sus redes sociales y página oficial; Universal de FM y Radio Red de AM también transmiten dicho informativo, respaldando a GRC con el compromiso de llevar las noticias de México y el mundo a la ciudadanía.

### Radio Centro Deportes
Inició el 17 de junio de 2022 como un sello de radio en la frecuencia 1030 kHz con producciones originales y las transmisiones de los mejores eventos como la Liga MX y la NFL. Dejó de emitirse el 6 de agosto de 2023, pero continúa a través de sus redes sociales, produciendo contenidos y llevando eventos para las mismas; Radio Red respalda este servicio deportivo en su programación.

### Audiocentro
Iniciado en 2021, cuyo trabajo es una recolección de los contenidos más recientes de las diferentes marcas GRC, presentándolas como Podcast. A través de la página oficial y app móvil de la empresa, Audiocentro ofrece a los radioescuchas los temas más destacados que los locutores trataron en sus programas.

### App Radio Centro
Trabajando desde 2015, brindando a los radioescuchas la opción de escuchar sus estaciones favoritas de GRC a través de streaming totalmente gratis y disponible en cualquier parte de la república mexicana. Este espacio también le sirve al servicio de Audiocentro para presentar sus recolecciones.